# Бартелкеїт
Бартелкеїт — надзвичайно рідкісний мінерал, одна з рідкісних природних сполук германію. Спочатку вважалося, що його формула PbFeGe3O8, пізніше було показано, що бартелкеїт ізоструктурний з високотисковою формою мінералу лавсоніту. Таким чином, його правильна формула — PbFeGe(Ge2O7)(OH)2•H2O.
Бартелкеїт і матьюроджерсит — це мінерали з домінуючим вмістом свинцю, заліза та германію. Обидва походять з Цумеба, Намібія — світової «столиці» германієвих мінералів.

## Виникнення та асоціації
Бартелкеїт виявили у порожнинах германієвих руд, що залягають у доломітах. Мінерал асоціюється з галенітом, германітом, реньєритом та теннантитом.

## Кристалічна структура
Бартелкеїт — перший проаналізований мінерал, що містить як тетраедрично, так і октаедрично координований германій. Він ізоструктурний з високотисковою формою силікатного мінералу лавсоніту. У структурі є:
- ланцюги октаедрів FeO6 та GeO6, що мають спільні ребра
- димери Ge2O7, що зшивають ланцюги
- атоми Pb та молекули води у великих порожнинах каркаса